# RoomieOfficial
Joel Gustaf Berghult (* 8. April 1988 in Göteborg, Schweden), besser bekannt als RoomieOfficial oder Roomie, ist ein schwedischer Webvideoproduzent, Sänger und Musikproduzent. Er ist vor allem für seine viralen Imitationsvideos und durch seine Zusammenarbeit mit dem schwedischen YouTuber PewDiePie bekannt.

## Privatleben
Berghults Vater Bosse Berghult ist ebenfalls Musiker und machte ihn früh mit der Produktion von Musik und dem Spielen von Instrumenten vertraut.
2014 machte Berghult seinen Abschluss in Musikproduktion und Songwriting an der Musikakademie „Musikmakarna“ in Schweden.

## Karriere
Er erstellte seinen YouTube-Kanal am 25. Juli 2010. Im Jahr 2014 erreichte er Bekanntheit durch eine Reihe von Videos, in denen er bekannte Musiker imitierte, zum Beispiel Lady Gaga, diese zusammen mit Walk Off the Earth. Im September 2015 war er deshalb in der schwedischen Sendung Nyhetsmorgon zu sehen, sowie kurz darauf im Oktober bei Good Morning America.
2014 fing Roomie an, Musik für den schwedischen YouTuber PewDiePie zu komponieren. Seine Single His Name is Pewdiepie wurde 2014 veröffentlicht, gefolgt von Brofist 2016. Im Jahr 2019 arbeitete Berghult erneut mit Pewdiepie und diesmal auch mit dem YouTuber Boyinaband zusammen. Das daraus entstandene Lied Congratulations erreichte Platz eins in den Billboard US Comedy Digital Track-Charts.
Am 11. Juni 2020 gab er bekannt auf unbestimmte Zeit eine Pause von YouTube zu nehmen. Am 22. Juli 2020 beendete er diese Pause und lud ein weiteres Imitations-Video auf seinem Kanal hoch, welches über 10 Millionen Aufrufe erreichen konnte. Am 31. Mai 2021 verkündete er erneut, dass er bis auf Weiteres keine täglichen Videos mehr veröffentlichen werde.

## Diskografie

### Soloalben
- Short And Stupid (2016)

### Singles
- Bed Intruder Song (Rock Version) (2011)
- Fabulous (zusammen mit PewDiePie; 2014)
- His Name is PewDiePie (zusammen mit PewDiePie; 2014)
- Numb (2014)
- Won’t Back Down (2014)
- Long Distance Love (2015)
- Brofist (zusammen mit PewDiePie; 2016)
- Zelda (2017)
- Lost It All (zusammen mit Custrom Phase; 2017)
- Own you (2018)
- Roxanne / Roxanne (Mashup) (2020)
- Slideshow (2020)
- Livin' for that (2020) (als Lil Pitchy)[18]
- Just For You (2021) (als Lil Pitchy)

### Kooperationen
- Roomie & Friends: Covers Vol. 1 (2014) – Roomie und Freunde
- How to Get a Number One Song (2014) – Boyinaband (zusammen mit Roomie)
- Circle of Death (Pubg Song) (2018) – Dan Bull, Roomie, & The Living Tombstone
- Pizza Love (2018) – The Gregory Brothers (zusammen mit Roomie)
- Congratulations (2019) – Roomie, PewDiePie, & Boyinaband
- Good Person (2020) – TheOdd1sOut, Roomie